# Ahr-Rotweinstraße

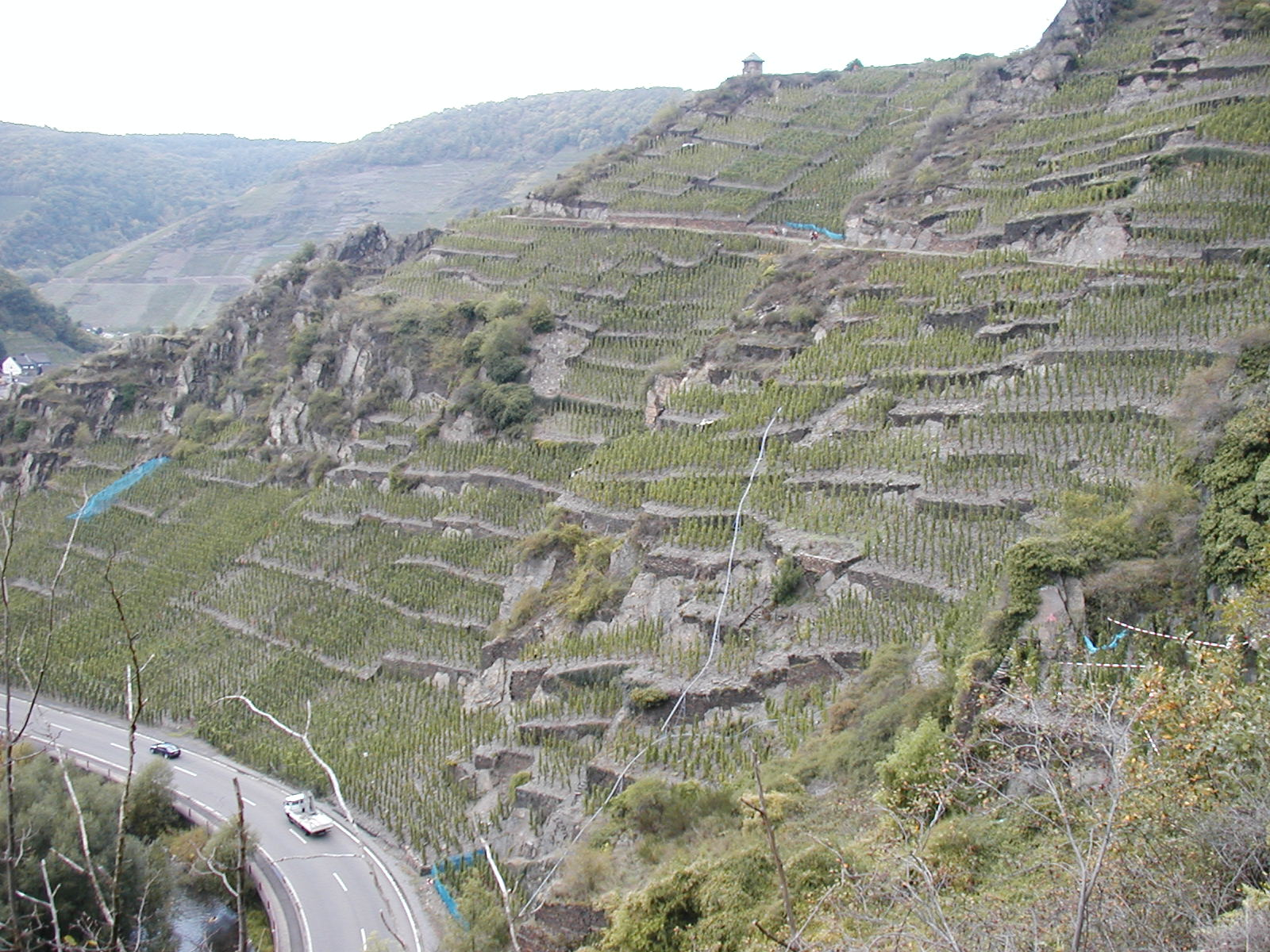
Ahr-Rotweinstraße bei Mayschoß

Die Ahr-Rotweinstraße ist eine etwa 25 km lange Ferienstraße entlang des unteren Ahrtals in Rheinland-Pfalz. Sie dient der touristischen Erschließung des größten geschlossenen Rotwein-Anbaugebiets in Deutschland. Diese Touristikroute führt durch den Landkreis Ahrweiler von Altenahr über Mayschoß, Dernau, Ahrweiler, Bad Neuenahr und Bad Bodendorf nach Sinzig. Eröffnet wurde die Ahr-Rotweinstraße im April 1978.
Die Route folgt zunächst von Altenahr bis Bad Neuenahr der Bundesstraße 267 und von dort weiter der B 266 bis Sinzig (Anschluss an die B 9). Sie berührt elf Gemeinden, von denen aus der oberhalb durch die Weinberge führende Rotweinwanderweg erreichbar ist.
Vom Hochwasser der Ahr am 14./15. Juli 2021 wurde die Straße vielerorts schwer in Mitleidenschaft gezogen und an mehreren Stellen vollständig unterbrochen, so etwa an der Bunten Kuh bei Walporzheim sowie zwischen Altenahr und Reimerzhoven. Der Wiederaufbau der B 267 wurde im September 2022 abgeschlossen.